# Angelito (canción de Don Omar)
«Angelito» es el primer sencillo de Don Omar de su álbum King of Kings. 

## Recepción
La canción alcanzó el número uno en el Latin Rhythm Airplay, Hot Latin Tracks y Latin Tropical Airplay, lista de Billboard del año 2006. También apareció en el puesto 93 del Billboard Hot 100.
En 2008, el sencillo fue certificado con un disco de oro por la Recording Industry Association of America (RIAA) luego de haber vendido medio millón de copias en los Estados Unidos.

## Información de la canción
«Angelito» fue grabado durante 2005 y publicado el 27 de marzo de 2006 bajo el sello discográfico de Machete Music. El mismo Don Omar escribió el tema, mientras que DJ Eliel fue el productor.
La canción habla sobre una mujer que quiere vengarse de su novio teniendo relaciones con un extraño, sin protección. Tras eso, la mujer contrae SIDA y finalmente muere. La joven representa al angelito mientras que el extraño representa a la muerte. Por eso la canción dice: «Amaneció bajo las alas de la muerte, aquellos brazos de hombre que la aprietan fuerte, todavía le late el alma, el corazón no lo siente» [...] «Dos extraños jugando a quererse, en lo oscuro el amor no puede verse, es que tengas la vida de frente es morir o detente» [...] «Esta es la feliz historia de dos enamorados, de dos soñadores, de dos amantes, que permitieron que tan solo un minuto de su vida decidiera el resto de la misma, irónico el momento en el que el amor se convierte en muerte».
Básicamente, el mensaje que busca transmitir la canción es el de usar protección al tener relaciones. De esta manera uno puede cuidarse mejor y evita diversas enfermedades de transmisión sexual (en el caso de Angelito, es el SIDA, haciendo puestas en escenas en presentaciones como la XLVIII Festival Internacional de la Canción de Viña del Mar).

## Vídeo musical
El vídeo musical de «Angelito» fue filmado en Roma, en él se incluyen algunas de las figuras históricas de la ciudad. Fue dirigido por David Impelluso.[cita requerida]

## Créditos y personal
- Intérprete: Don Omar
- Producción y pista: Eliel
Letra: William Landrón y Luis Pizarro
- Instrumentos musicales: Teclado electrónico, batería acústica y arreglos musicales por Ledif Franceschini, guitarra acústica y eléctrica por Jorge Laboy.

## Posicionamiento
| Lista (2006)                       | Puesto |
| ---------------------------------- | ------ |
| Estados Unidos (Hot Latin Songs)   | 1      |
| Billboard Latin Tropical Airplay   | 1      |
| Estados Unidos (Billboard Hot 100) | 93     |

## Certificaciones
| Región         | Certificación | Ventas  |
| -------------- | ------------- | ------- |
| Estados Unidos | Oro           | 500 000 |